# Anwar-Moschee (Rodgau)
Die Anwar-Moschee (Urdu مسجد انوار DMG Masǧid Anwār, deutsch ‚Moschee der Lichter‘) ist eine Moschee in der hessischen Stadt Rodgau. Sie besteht seit 2008 und wird von der Ahmadiyya Muslim Jamaat (AMJ) betrieben.

## Geschichte
Die Anwar-Moschee wurde im Rahmen des 100-Moscheen-Programms errichtet. Sie ist der zehnte Moschee-Neubau der Ahmadiyya in Hessen. Gegen den Bau gab es in der Bevölkerung zwar Vorbehalte, aber keinen Widerstand.
Der Grundstein wurde am 29. Dezember 2006 durch Mirza Masroor Ahmad, den 5. Kalifen und Oberhaupt der AMJ, gelegt. Der Kalif eröffnete die Moschee am 19. August 2008. Am 17. Mai 2009 fand ein Empfang zur Eröffnung mit 170 geladenen Gästen statt.

## Gebäude
Die Anwar-Moschee befindet sich im Gewerbegebiet des Rodgauer Stadtteils Jügesheim in der Justus-von-Liebig-Straße 10. Sie ist die erste Moschee im Landkreis Offenbach, die über ein Minarett verfügt.
Das Bauwerk ist etwa sieben Meter hoch und hat zwei Stockwerke. Es steht auf einem Grundstück von 1034 m². Das Minarett ist zwölf Meter hoch und hat keine Funktion. Die Kuppel mit fünf Metern Durchmesser ist auf das Flachdach aufgesetzt und von innen nicht einsehbar.
Der Entwurf stammt von der Architektin Mubashra Ilyas, die bereits Moscheen in Offenbach, Stuhr bei Bremen und Berlin-Heinersdorf geplant hatte. Die Gebetssäle sind innen nach Mekka ausgerichtet, von außen liegt der Baukörper jedoch parallel zur Straße.
Zwei Gebetssäle von je 95 m² bieten Platz für 190 Betende – im Erdgeschoss die Frauen, im Obergeschoss die Männer. Die Gebetsnische für den Imam befindet sich im Obergeschoss. Seine Predigt wird durch Lautsprecher ins Erdgeschoss übertragen.
Neben den Gebetssälen enthält das Gebäude Räume für Waschungen, zwei Büros und eine kleine Küche.
Die Baukosten betrugen 679.000 Euro.

## Moscheegemeinde
Die örtliche Gemeinde der AMJ besteht seit 1985. Sie hat im Jahr 2009 nach eigenen Angaben mehr als 200 Mitglieder.
Zunächst trafen sich die Gläubigen in wechselnden Wohnungen. Nach einigen Jahren mieteten sie einen Gebetsraum in einem Gewerbepark im Stadtteil Dudenhofen an, den sie etwa zehn Jahre lang nutzten.